# Tuesday Knight
Tuesday Lynn Knight (Los Angeles, 17 febbraio 1969) è un'attrice e cantante statunitense.

## Filmografia parziale

### Cinema
- Nightmare 4 - Il non risveglio (A Nightmare on Elm Street 4: The Dream Master), regia di Renny Harlin (1988)
- Amanti, primedonne (Mistress), regia di Barry Primus (1992)
- La troviamo a Beverly Hills (Calendar Girl), regia di John Whitesell (1993)
- Nightmare - Nuovo incubo (Wes Craven's New Nightmare), regia di Wes Craven (1994)
- Babysitter... un thriller (The Babysitter), regia di Guy Ferland (1995)
- The Fan - Il mito (The Fan), regia di Tony Scott (1996)
- Telling Lies in America - Un mito da infrangere (Telling Lies in America), regia di Guy Ferland (1997)
- Brother, regia di Takeshi Kitano (2000)
- Daddy & Them - Una famiglia di pecore nere (Daddy and Them), regia di Billy Bob Thornton (2001)
- Never Sleep Again: The Elm Street Legacy, regia di Daniel Farrands e Andrew Kasch (2010) - documentario

### Televisione
- Delitto al Central Park (The Preppie Murder), regia di John Herzfeld – film TV (1989)
- 2000 Malibu Road – serie TV, 6 episodi (1992)
- Sunset Beat – serie TV, 6 episodi (1990-1992)
- Cool and the Crazy, regia di Ralph Bakshi – film TV (1994)
- Law & Order - I due volti della giustizia (Law & Order) – serie TV, un episodio (1995)
- Forgiven – serie TV, 7 episodi (2020)

## Discografia
- 1985 - Little Things
- 1986 - Don't Talk Back
- 1987 - Tuesday Knight
- 2000 - Here It Comes
- 2012 - Faith (raccolta)
- 2017 - Uncovered